# Жуазеиро
Жуазеиро (порт. Juazeiro) град је у Бразилу у савезној држави Баија. Према процени из 2007. у граду је живело 230.538 становника на површини од 6415,4 km². Град је добио име по жуазеиро дрвету који расте у околини. Статус града је добио још 1833. године.

## Положај
Град је смјештен на десној обали ријеке Сао Франсиско, а преко ријеке, на другој страни се налази град близанац, Петролина, Пернамбуко. Ова два града међусобно повезана мостом заједно чине урбану зону са око 500.000 становника. 

### Удаљеност од већих градова
Салвадор 495 
Ресифе 790 
Рио де Жанеиро 1906 

### Клима
Клима је топла и сува. Жуазеиро припада полу-сувом појасу сјевероисточног Бразила са мало падавина, које варирају током године. Кишно раздобље је од децембра до маја, а сушно од јуна до новембра. Са друге стране, дневне температуре мало варирају у току године. У најтоплијим мјесецима (од септембра до јануара), просјечна температура је око 27°C, а у најхладнијим (од фебруара до августа) око 24°C.

## Становништво
Према процени из 2007. у граду је живело 230.538 становника.
| 1991.   | 2000.   | 2010.   |
| ------- | ------- | ------- |
| 128,767 | 174,567 | 197.965 |

### Дистрикти
Општина Жуазеиро је састављена од 7 дистрикта:
- и

## Привреда
Ово подручје је најпознатије по пољопривреди, која је почела да се развија, када је почело и наводњавање сушнијих дијелова у позадини.
Изградњом вјештачког језера Собрадињо на ријеци Сао Франсиско, омогућио је велике количине воде за наводњавање читаве лијеве и десне стране ријеке, које су до тада биле прилично исушене и неплодне. Наводњавање, у комбинацији са константном температуром, током цијеле године, створило је огроман пољопривредни потенцијал. Најчешће се узгајају воће и поврће, па је ова регија и највећи бразилски извозник воћа и поврћа. 
Некада успавани градови на ријеци, Жуазеиро и Петролина, постају пољопривредни центри. Ово отвара нова радна мјеста, што привлачи људе у ове градове. Једина два мјеста у унутрашњости сјеверозападног Бразила која су увећала број становника су Петролина и Жуазеиро (Петролина-Жуазеиро, како их често заједно зову). Број становника у ова два града се за двадесет година увећао са 50%. 
Осим воћа и поврћа, такође је значајно и сточарство, али само у локалним оквирима.

## Партнерски градови
- Сијудад Хуарез